# Glypta aurora
Glypta aurora är en stekelart som beskrevs av Charles Thomas Brues 1910. Glypta aurora ingår i släktet Glypta och familjen brokparasitsteklar. Inga underarter finns listade i Catalogue of Life.